# صحرا میان بالا
صحرا میان بالا، روستایی از توابع بخش گرکن جنوبی شهرستان مبارکه در استان اصفهان ایران است.

## جمعیت
این روستا در دهستان نورآباد قرار دارد و براساس سرشماری مرکز آمار ایران در سال ۱۳۸۵، جمعیت آن زیر سه خانوار بوده‌است.